# Bassiano
Bassiano (Vassiàno en el dialecte local) és una ciutat (un comune) italiana amb 1.655 habitants. És el segon municipi a més altitud de la província de Latina al Lazio, el de més altitud és Rocca Massima

## Geografia fisica
Hi discorre el torrent Brivolco, que va a parar al riu Ufente.

## Història
Hi ha opinions que diuen que Bassiano va ser fundat per l'emperador Caracalla. A partir del segle x comença la història documentada de Bassiano i la primera notícia escrita és de 1169. El 1240 el Papa Gregori IX nomenà Signore dei Castelli di Sermoneta a Bassiano Trasmondo Annibaldi, per recompensar-lo del seu ajut contra la temptativa d'invasió per part de Frederic II.

### Persones relacionades amb Bassiano
- Aldo Manuzio, editor i humanista, nascut a Bassiano el 1449;
- Fra Vincenzo Maria Pietrosanti, escultor nascut a Bassiano el 1624;
- Francesco Lambiasi, Vescompte de Rímini, nascut a Bassiano el 1947;